# Лаїса Коринфська
Лаїса Коринфська (*Λαΐς, V ст. до н. е.) — давньогрецька гетера часів Пелопоннеської війни. Часто поєднують з Лаїс Сицилійською.

## Життєпис
Народилася у Коринфі. Здобула гарну освіту, завдяки чому могла підтримувати бесіди з філософії та музики. Вже замолоду отримувала платню у 10 тис. драхм. Була коханкою філософа Арістіппа, який за різними свідченнями дарував Лайс численні багаті подарунки. Іншим відомим коханцем був олімпіонік Евбот Кіренейський (власник квадриги). Останній обіцяв гетері одружитися з нею, але не виконав обіцяного, у 408 році до н. е. повернувшись до Кірени. Також вказується в якості коханця Діоген Сінопський, але інші дослідники вважають його клієнтом гетери Лаїс Сицилійської.
Коли вона була старою, вона отримувала лише низьку зарплату, перетворилася на п'яничку. Її гробниця в Коринфі зображує барана, якого роздирає левиця. Про неї залишилася згадка в Коринфі ще за часів Павсанія.